# Friedrich Grüning
Friedrich Grüning (* 21. August 1768 in Husum; † 23. November 1842 in Hamburg) war ein deutscher Pädagoge und Autor.

## Leben
Friedrich Grüning war ein Sohn des Lehrers Andreas Joachim Grüning, der 1799 in Altona starb. Andreas Grüning (1756–1821), der ebenfalls Lehrer wurde, war sein älterer Bruder.
Seit dem 19. Juni 1797 war er Stadtschullehrer in Altona und zugleich Vorsteher einer Erziehungsanstalt (Pensions-Anstalt) in Altona. Er war Mitglied der Patriotischen Gesellschaft in Hamburg.
Friedrich Grüning war verheiratet mit Eleonore Christiane, geb. Forsmann. Ein Sohn des Paares war der Pastor, Lehrer und Dichter Eduard Friedrich Grüning (1804–nach 1870).

## Schriften
- Vorschriften zur Uebung im Schönschreiben.
- 22 sauber in Kupfer gestochene Buchstaben zu Weihnachts- und Neujahrswünschen für Kinder. sowie Texte zu denselben.